# As Dusk Falls
As Dusk Falls è un videogioco d'avventura del 2022 sviluppato da Interior Night e pubblicato da Xbox Game Studios. Il gioco è stato distribuito per Windows, Xbox One e Xbox Series X/S il 19 luglio 2022. È stato pubblicato per PlayStation 4 e PlayStation 5 il 7 marzo 2024. Ha ricevuto recensioni generalmente positive da parte della critica.

## Trama

### Libro Primo: Collisione
Nel 1998, la famiglia Walker - Vince, sua moglie Michelle, la figlia di sei anni Zoe e il padre Jim - si trasferisce a St. Louis, nel Missouri. Sulla strada per Two Rock, in Arizona, sono coinvolti in un incidente d'auto con i fratelli Holt, Tyler, Dale e Jay, e la loro auto viene lasciata immobile. Impossibilitati a procedere, la famiglia affitta una stanza in un motel vicino, il Desert Dream. I fratelli Holt arrivano a casa dello sceriffo Dante Romero, con l'intenzione di rubare le centinaia di migliaia di dollari nella sua cassaforte. Anche il fratello più giovane, Jay, prende un libro sugli uccelli perché gli piacciono. Lo sceriffo arriva a casa inaspettatamente e i fratelli fuggono, ma Romero vede il loro camion e assegna tutte le sue forze per localizzarlo. I fratelli arrivano e si rifugiano nel Desert Dream, prendendo in ostaggio i Walker, la proprietaria Joyce e il tuttofare Paul, con l'intenzione di nascondersi fino al tramonto. In base alle scelte fatte, la polizia viene allertata in modi diversi e circonda il motel.
Vari flashback rivelano che il matrimonio dei Walker è in difficoltà a Sacramento, in California. Vince è stato licenziato dal suo lavoro di ingegnere aeronautico dopo che un guasto tecnico ha causato alcune morti. Nonostante abbia avvertito i proprietari della colpa, Vince è sotto pressione per prendersi la colpa in cambio di denaro. Anche Michelle ha iniziato una relazione e Jim, a lungo assente dalla vita di Vince, soffre di un tumore al cervello. Gli Holt si rivelano essere una famiglia disfunzionale tenuta in povertà dal padre Bear, dipendente dal gioco d'azzardo. I fratelli derubarono lo sceriffo per pagare i suoi debiti e allontanare la minaccia alla loro vita dai suoi debitori. Jay impedisce a Bear di uccidersi per i soldi dell'assicurazione o lo lascia morire.
La madre degli Holt, Sharon, si fa strada nell'edificio convincendo la polizia che convincerà i fratelli ad arrendersi. Invece complotta con loro per fuggire. Romero si mette in contatto con Vince e lo incoraggia a trovare un libro nero inconsapevolmente rubato dai fratelli. Lavorando con Jay, alla fine si rendono conto che era all'interno del libro degli uccelli che ha preso. Il libro nero descrive in dettaglio gli affari corrotti di Romero, tra cui tangenti e denaro criminale, tutti detenuti in un unico conto offshore. Romero è irremovibile sul fatto che il denaro appartenga a persone pericolose e ha bisogno del libro indietro, lanciando due inutili assalti che fanno sparare e uccidere diversi agenti. Alla fine, speronando uno scuolabus attraverso la porta d'ingresso del motel, l'autobus viene incendiato ed esplode e gli Holt sopravvissuti fuggono con un ostaggio, Vince o Zoe. Dale viene ucciso a colpi di arma da fuoco e, a seconda delle decisioni prese, anche Michelle, Joyce e Vince possono morire.

### Libro Due: Espansione
Gli Holt sono coinvolti in un incidente d'auto, costringendo Sharon e Tyler a fuggire, lasciando Jay indietro. Jay alla fine si riprende, ma viene colpito da una commozione cerebrale e viene accolto da una giovane ragazza di nome Vanessa. La coppia può legare prima che Jay se ne vada, riunendosi infine con Sharon e Tyler in una capanna nel bosco. Viene a sapere che Tyler intende fuggire in Messico con Sharon perché Jay non è in realtà suo figlio, è nato da sua sorella morta di parto. Jay decide di fuggire a nord in Canada da solo.
Jay fugge a Salt Lake City, nello Utah, e chiama Vanessa per chiedere aiuto. Alle prese con il padre prepotente e ancora in lutto per la perdita del fratello, Vanessa fugge con Jay per aiutarlo a fuggire. Si fermano a una festa in casa a Idaho Falls, nell'Idaho, per chiedere aiuto al vecchio amico di Vanessa. A seconda delle decisioni prese, Vanessa può abbandonare Jay o accettare di scappare in Canada con lui come amico o amante. Jay può sfuggire all'FBI che lo insegue attraverso il Glacier National Park in Montana con o senza Vanessa e saltare nell'acqua che segna il confine, venendo creduto morto, oppure può essere imprigionato. Sharon incontra Paul, cugino di Romero e vecchio amico. A seconda delle scelte fatte, Paul può accettare di scappare con Sharon svuotando il conto offshore di Romero o farla arrestare.
Nel 2012, si scopre che Zoe soffre ancora di incubi e ansia causati dalla sua esperienza nel Desert Dream, soprattutto perché ha iniziato a ricevere lettere da Jay che le chiedevano di rispondere. Parla con Jim, che ha rivelato a Vince in precedenza di aver mentito sul suo tumore nel tentativo di essere più vicino alla sua famiglia. Jim ora lotta con l'Alzheimer e la incoraggia ad affrontare le proprie paure. Zoe rintraccia Jay, rivelando che è in prigione o un fuggitivo nella natura selvaggia canadese; se è scappato con Vanessa nel 1998, Jay spiega che anche se lui e Vanessa hanno trascorso molti anni insieme, alla fine lei si è stancata di vivere nascosta e si è trasferita in California. Il finale è determinato in base a varie scelte fatte: Zoe può perdonare Jay ma chiedergli di non contattarla più, oppure può consegnarlo alla polizia; Jay può vivere libero ma in fuga, essere imprigionato o giustiziato; Tyler può essere catturato o rimanere un fuggitivo mentre lavora su una piattaforma petrolifera; Sharon può essere catturata o scappa su una spiaggia tropicale con Paul; Vince può prendersi la colpa per l'incidente aereo e fare un lavoro d'ufficio o citare in giudizio la compagnia aerea e aprire la sua scuola di volo; Michelle può morire, essere separata o ancora sposata con Vince, o fidanzata con qualcun altro; e se Bear sopravvive, mette dei fiori sulla tomba di Dale. Dopo che Zoe torna da Jay, fa visita a Jim e si imbatte in lui aggredito da uno stalker che le corre accanto mentre guarda una scena sconosciuta, mentre un messaggio telefonico a Zoe da parte di Jim rivela che ha un passato segreto a Two Rock di cui non ha mai parlato a nessuno.

## Modalità di gioco
Il gameplay di As Dusk Falls ruota attorno alla narrazione interattiva, oltre a nuove tecniche utilizzate per valutare il consenso tra i giocatori per le decisioni narrative cruciali quando si gioca in cooperativa nelle sue modalità multiplayer. La sua narrazione è una storia multigenerazionale su "due famiglie le cui traiettorie si scontrano nel deserto dell'Arizona nel 1998".

## Sviluppo e pubblicazione
As Dusk Falls è stato annunciato il 23 luglio 2020 all'evento Xbox Games Showcase.
Lo sviluppo è stato guidato dal direttore creativo Caroline Marchal, che in precedenza ha lavorato per Quantic Dream come designer per i titoli dell'azienda Heavy Rain e Beyond: Due anime.
Il gioco è stato distribuito per Windows, Xbox One e Xbox Series X/S il 19 luglio 2022. È stato lanciato anche su Xbox Game Pass per cloud, console e PC tramite Steam. È stato pubblicato per PlayStation 4, PlayStation 5 e GOG.com il 7 marzo 2024.

## Accoglienza

### Critica
| Testata                          | Versione       | Giudizio |
| -------------------------------- | -------------- | -------- |
| Metacritic (media al 24-06-2024) | PC             | 77/100   |
| Metacritic (media al 24-06-2024) | XSXS           | 77/100   |
| Electronic Gaming Monthly        | XBSX           | 4/5      |
| Game Informer                    | XBSX           | 8.75/10  |
| GameSpot                         | XBSX           | 9/10     |
| GamesRadar+                      | XBSX           | 4/5      |
| Hobby Consolas                   | XONE, XBSX     | 80/100   |
| IGN                              | PC, XONE, XBSX | 9/10     |
| Jeuxvideo.com                    | PC, XONE, XBSX | 15/20    |
| PC Gamer (USA)                   | PC             | 80/100   |
| RPGFan                           | PC             | 86/100   |
| Shacknews                        | XBSX           | 8/10     |
| The Guardian                     | PC, XONE, XBSX | 4/5      |
| Video Games Chronicle            | PC, XONE, XBSX | 2/5      |

As Dusk Falls ha ricevuto recensioni "generalmente favorevoli" da parte della critica, secondo il sito web aggregatore di recensioni Metacritic. Molti critici hanno lodato la sua narrazione, lo stile artistico, il doppiaggio, la modalità cooperativa e l'impatto emotivo delle scelte narrative offerte ai giocatori, mentre le critiche sono state indirizzate principalmente verso il suo climax e i controlli goffi.
Michael Goroff di Electronic Gaming Monthly ha scritto favorevolmente delle scene del gioco dirette con competenza, dello stile artistico evocativo basato sulla pittura, della possibilità di visualizzare percorsi alternativi, dell'implementazione della modalità cooperativa e della narrazione coinvolgente, ma non ha apprezzato la tensione della seconda metà della narrazione e il finale cliffhanger.  Robert Purchese di Eurogamer lo definì "il miglior gioco cinematografico interattivo a cui abbia mai giocato", citando la componente multiplayer, lo stile artistico dei fumetti fotorealistici, i fotogrammi chiave efficaci, il doppiaggio impressionante, lo sviluppo dei personaggi, la narrazione basata su flashback, la rappresentazione matura di argomenti pesanti e la presentazione ispirata alla TV come i suoi punti di forza, concludendo: "[As Dusk Falls] mostra quanto bene i giochi possano gestire storie e temi come questi se fatti con cura e comprensione, e quanto bene possano trascinarci nella vita degli altri e coinvolgerci nelle decisioni che devono prendere".
Matt Miller di Game Informer gli ha dato 8,75 su 10 e ne ha elogiato l'ampio appeal, affermando: "Per i giocatori interessati al progresso delle strutture narrative interattive, è un successo lodevole. Ma anche per qualcuno che non gioca mai, funziona. Questo perché i buoni personaggi e la narrazione creano un'esperienza universale, e questo è un progetto che ha entrambe le cose".  Scrivendo per GameSpot, Mark Delaney ha elogiato l'artwork del fumetto in movimento, la presentazione dell'audiodramma, il doppiaggio di qualità, il materiale tematico ponderato, le scelte d'impatto e l'acuta comprensione del ritmo e della caratterizzazione da parte dello sviluppatore, ma ha contestato le scene d'azione fuori luogo e un finale ostacolato dall'esca del sequel.
Allo stesso modo, Dustin Bailey di GamesRadar+ ha apprezzato il ritmo in stile televisivo, i personaggi ricchi di sfumature e l'elevazione del multiplayer di meccaniche di genere familiari, ma ha notato come le meccaniche di scelta sembrassero scarse quando si rigiocava il gioco. Gabriel Moss di IGN ha trovato il titolo altamente rigiocabile e divertente grazie alle sue scelte d'impatto e alla narrazione ramificata, scrivendo: "Dal momento che non si perde tempo a cercare indizi di puzzle o inciampare goffamente in un ambiente 3D, As Dusk Falls lascia spazio a un numero notevolmente più ampio di decisioni significative rispetto a qualsiasi gioco Telltale, E non si sentono come se stessero dando la mera illusione della scelta".
Donovan Erskine di Shacknews ha definito la versione Xbox "un impressionante debutto da Interior Night" e ha elogiato il peso emotivo dato alla solida scrittura dalle performance vocali, ma ha espresso piccole lamentele con la sua musica scadente e i goffi controlli del cursore. Scrivendo per The Guardian, Keza MacDonald ha dato al titolo 4 stelle su 5, concludendo: "As Dusk Falls supera comodamente lo standard del suo genere quando si tratta di trama, caratterizzazione, performance e l'impressionante malleabilità della storia".
Dean Takahashi di VentureBeat ha ritenuto che il gioco fosse a cavallo tra una soap opera e un dramma e ha lamentato la mancanza di scelte narrative logiche, sostenendo che questi elementi ostacolavano l'empatia che entrambe le parti della storia erano in grado di creare. Jordan Middler di Video Games Chronicle ha assegnato al titolo 2 stelle su 5, affermando: "Per ogni momento ben sviluppato di interazione con la storia, per ogni rivelazione che ci ha colto di sorpresa e per ogni opera d'arte interessante, è minata da un dialogo che oscilla tra il dramma contemporaneo e il progetto universitario del primo anno, e uno stile artistico che avvantaggia i momenti di quiete, ma strappa completamente qualsiasi slancio d'azione dal pezzo".

### Riconoscimenti
| Anno | Premio                       | Categoria                                                                    | Risultato | Fonte  |
| ---- | ---------------------------- | ---------------------------------------------------------------------------- | --------- | ------ |
| 2022 | Golden Joystick Awards       | Gioco Xbox dell'anno                                                         | Nominato  | [ 28 ] |
| 2022 | The Game Awards              | Giochi per l'impatto                                                         | Vinto     | [ 29 ] |
| 2022 | The Game Awards              | Innovazione nell'accessibilità                                               | Nominato  | [ 29 ] |
| 2023 | New York Game Awards         | Premio Herman Melville per la migliore sceneggiatura in un gioco             | Nominato  | [ 30 ] |
| 2023 | New York Game Awards         | Great White Way Award per la migliore recitazione in un gioco (Alex Jarrett) | Nominato  | [ 30 ] |
| 2023 | British Academy Games Awards | Gioco di debutto                                                             | Nominato  | [ 31 ] |